# Grupo BAL
Grupo BAL — мексиканская финансово-промышленная группа с интересами в добыче и переработке руд металлов (золото, серебро и другие цветные металлы), розничной торговле, страховании и финансовых услугах. Основана в 1901 году, контролируется семьёй Байльерес. Штаб-квартира расположена в Мехико, дополнительный офис находится в Стамфорд (Коннектикут, США).

## История
Семья Байльерес с начала XIX века занималась разведением скота в штате Гуанахуато. В 1914 году Рауль Байльерес перебрался в Мехико, где начал вкладывать средства в горнодобывающие предприятия, торговлю и финансы. В 1946 году был основан частный университет Instituto Tecnológico Autónomo de México (ITAM). В 1961 году был куплен контрольный пакет акций горнодобывающей компании Peñoles, а в 1965 году она была поглощена полностью. В 1963 году у французских владельцев было куплено 2 универмага El Palacio de Hierro, позже эта сеть была значительно расширена. К моменту смерти Рауля Байльереса в 1967 году под его управлением было 15 компаний, включая Banco de Comercio и пивоварню Moctezuma. После него группу возглавил его сын Альберто Байльерес.
В 2015 году в составе группы была основана нефтедобывающая компания Petrobal. В 2017 году с выручкой 10,3 млрд долларов Grupo BAL занимала 14-е место среди крупнейших компаний Мексики.
В 2021 году Альберто Байльерес передал руководство группой одному из своих 7 сыновей, Алехандро Байльересу.

## Собственники и руководство

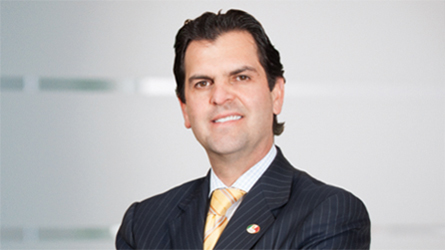
Алехандро Байльерес Гуаль

Алехандро Байльерес Гуаль (род. в мае 1960 года) — председатель совета директоров с 2021 года и генеральный директор с 2006 года, в группе с 1996 года.

## Структура
Основные компании в составе Grupo BAL:
- Peñoles — горнодобывающая и металлургическая компания, производитель золота, серебра, цинка, свинца и меди; оборот в 2023 году составил 5,93 млрд долларов; доля 44 %.
  - Fresnillo plc[англ.] — горнодобывающая компания, зарегистрированная в Великобритании.
- El Palacio de Hierro[англ.] — сеть универмагов; доля 65 %.
- Grupo Profuturo — компания по управлению активами пенсионных фондов; доля 60 %.
- Grupo Nacional Provincial — страховая компания; образовалась в 1968 году в результате слияния La Nacional Compañía de Seguros, основанной в 1901 году, и Seguros La Provincial, основанной в 1936 году[2]; доля 60 %.
- TANE — производитель ювелирных изделий.
- Solvimás — финансовые услуги
- Valores Mexicanos — брокерская контора.
- Crédito Afianzador — компания по операциям с облигациями.
- AgroBal — агрофирма (Begoña ranch).
- Médica Móvil — медицинское обслуживание.
- Instituto Tecnológico Autónomo de México[англ.] — технологический институт.
- ElectroBal — электроэнергетическая компания.